# 若开罗兴亚救世军
若开罗兴亚救世军（简称 ARSA） ，又译若开罗兴亚拯救军，前称“坚定信仰”运动（Harakah al-Yaqin，缩写为HaY） 、阿卡穆尔圣战者（Aqa Mul Mujahidin）是一支活跃于缅甸若开邦北部丛林的罗兴亚人武装集团。该武装集团由生于巴基斯坦卡拉奇，长于沙特阿拉伯聖地麦加的罗兴亚人阿塔乌拉所领导，其領導層的其他成員包括沙特阿拉伯的羅興亞移民。
根据在实兑被关押嫌犯的首席审讯员，警长Yan Naing Latt介绍，该集团的目标是建立一个“民主的罗兴亚穆斯林国家”。 虽然没有确凿的证据将ARSA与外国伊斯兰团体联系起来，但缅甸政府怀疑其部分成员涉及外国伊斯兰主义者並受到他們的補貼。ARSA於2017年8月28日發表聲明，稱政府指控“毫無根據”。ARSA还声称，其主要目的是捍衛羅興亞人的權利。他们唯一的目标是推翻“暴虐的缅甸政权”。

## 历史
据当地罗兴亚人和缅甸安全官员介绍，该组织的領袖阿塔烏拉在10月份首次袭击的六个月前，开始招募来自各个村庄的罗兴亚男子，并在孟加拉国边界对他们进行了培训。並告訴他們現在是“停止虐待羅興亞人”的時候了。在2016年10月的襲擊事件發生之前，ARSA只是在村子裡巡邏，手持竹棍，確保村民們準時在清真寺裡祈禱。
2016年10月，自称“坚定信仰”运动的集团声称对位于孟加拉国——缅甸边界的缅甸边境检查站袭击事件负责，事件造成9名边防军官和4名士兵死亡。
“坚定信仰”运动于2016年10月17日在线发布了视频。在大约五分钟的视频中，一名武装分子旁边的男子从一张纸上读取了演说。该组织于2016年10月10日至27日在线发布了其他六个视频。
2016年11月15日，缅甸国防军宣布，近期战斗中共有69名叛乱分子被安全部队擊斃。
2016年12月14日，国际危机组织（ICG）报道说，在采访中，该集团领导层声称在沙特阿拉伯和巴基斯坦有联络人。ICG还报告说，罗兴亚村民被阿富汗和巴基斯坦战斗人员“秘密训练”。
2017年3月29日，该组织以新名义（ARSA）发表新闻声明，该声明包括向缅甸政府提出的要求。
2017年8月23日，联合国第七任秘书长科菲·安南自从2016年受邀请带领半官方团队针对羅興亞問題进行调查，在一年的审查后刊登若開邦和平宣言，推动措施以改善此地区人民的生活条件。 缅甸政府于2017年8月24日接受建议书。
2017年8月25日，军方发表声明称，孟加拉武装分子在若开邦发动袭击，造成至少有21名叛乱分子和11名安全部队人员遇害。若开罗兴亚救世军表示对此袭击事件负责。這引發了緬甸軍隊大規模攻擊羅興亞居住地區，120萬羅興亞人約有三分之二於近幾周內穿越邊界到達孟加拉，另有數萬人在緬甸境內流徙，得不到必要的人道援助。
2017年9月9日，ARSA宣佈為期一個月的單方面停火，試圖讓援助團體和人道主義工作者安全進入若開邦北部。該組織在一份聲明中敦促政府放下武器並同意停火，該停火將於9月10日至10月9日（ARSA首次襲擊緬甸安全部隊一周年）生效。政府拒絕停火，稱他們不“與恐怖分子談判”。國家參贊辦公室發言人Zaw Htay表示，“我們沒有與恐怖分子談判的政策。” ARSA於2017年10月7日回复說，他們將回應緬甸政府提出的任何和平倡議，但他補充說，他們為期一個月的單方面停火即將結束。儘管10月9日停火結束，但政府表示沒有任何新攻擊的跡象。
2017年11月9日，緬甸移民和人口部部長Myint Khyine將過去三個月中穆斯林占多數的孟都和布迪当的18名村領導人的死亡歸咎的ARSA。受害者是幫助移民和人口部向羅興亞居民發放公民身份證驗卡(nvc卡)的村幹部。
2018年5月，國際特赦組織稱它的調查發現若開羅興亞救世軍於2017年8月的一起（有可能是兩起）屠殺事件中殺害多達99名信仰印度教的平民，又指若開羅興亞救世軍也在其它地區以暴力對待平民，雖然在規模上較上述屠殺小。若开罗兴亚救世军發言人還否認殺人事件的指控，並指責這是佛教民族主義分子用來分裂印度教徒和穆斯林謊言。與此同時，孟加拉國提議與緬甸聯合軍事行動對抗ARSA。
2018年5月22日，國際特赦組織發布了一份報告，聲稱有證據表明，ARSA在2017年8月25日，即ARSA對緬甸安全部隊發動大規模襲擊的同一天，圍捕並殺害了多達99名印度平民。倖存者聲稱，在卡貌錫村，ARSA叛亂分子殺害了這些人，而這些婦女被綁架並被迫皈依伊斯蘭教。

## 意識形態
ARSA領導人阿塔烏拉在網上發布的一段影片中說：“我們ARSA的主要目標是解放我們的人民，使其免遭所有緬甸政權連續的非人化壓迫”。該組織聲稱是一個民族主義的叛亂組織，並否認有關他們是伊斯蘭主義者的指控，聲稱他們是世俗的並且“與恐怖主義團體或外國伊斯蘭主義者沒有聯繫”。
然而，ARSA遵循許多傳統的伊斯蘭習俗，例如讓新兵向古蘭經宣誓，將他們的領導人稱為埃米爾，並向外國穆斯林神職人員請求法特瓦。與緬甸其他叛亂組織相比，ARSA並不像準軍事組織那樣組織起來。其他團體擁有軍銜和製服，但ARSA的大多數成員都出現在穿著便服的影片中。該組織也裝備不良。據報導，在8月25日襲擊孟都區時，大部分ARSA的戰士都只裝備了砍刀和竹棍。地方當局則以自動機槍的方式作出回應，火力大大超過了ARSA的武器。
分析人員將ARSA使用的策略與在泰國南部地區作戰的馬來穆斯林叛亂團體使用的戰術進行了比較，即從一個國家跨越邊界到另一個國家發動小規模襲擊，然後越過邊界撤回到一個擁有相似種族或宗教背景的社區。